# Залединня (Єршовська волость)
Залединня (рос. Залединье) — присілок в Псковському районі Псковської області Російської Федерації.
Населення становить 21 особу. Входить до складу муніципального утворення Єршовська волость.

## Історія
Від 2015 року входить до складу муніципального утворення Єршовська волость.

## Населення
| 2001 | 2002 | 2010 |
| ---- | ---- | ---- |
| 16   | ↗17  | ↗21  |